# Parco naturale delle Capanne di Marcarolo
Il parco naturale delle Capanne di Marcarolo è un'area naturale protetta istituita nel 1979 e situata in Piemonte al confine con la Liguria, ad una decina di km dal Mar Ligure in linea d'aria e a metà strada tra Genova e Novi Ligure. Il parco è compreso tra la val Lemme, la val Polcevera e la valle Stura, e rappresenta l'area verde più estesa di tutta l'area metropolitana genovese, intersezione tra le zone propriamente liguri dell'agglomerato e il retroterra metropolitano dell'Oltregiogo (già ufficialmente appartenenti al Piemonte). Il parco, insieme a quello del Beigua è per l'area genovese il corrispondente del parco naturale La Mandria per l'area torinese, ed il parco agricolo Sud Milano per quella milanese, cioè tutte riserve naturali metropolitane di "cintura". È l'area protetta più grande gestita dall'Ente di gestione delle aree protette Appennino piemontese.

## Territorio
Si estende per 9.551,84 ettari, a un'altitudine compresa tra i 335 m s.l.m. (laghi della Lavagnina) e 1172 m (monte delle Figne).
Ospita al suo interno il sacrario della Benedicta dedicato alla strage della Benedicta vicino ai ruderi dell'ex abbazia della Benedicta, nei pressi di Capanne di Marcarolo.

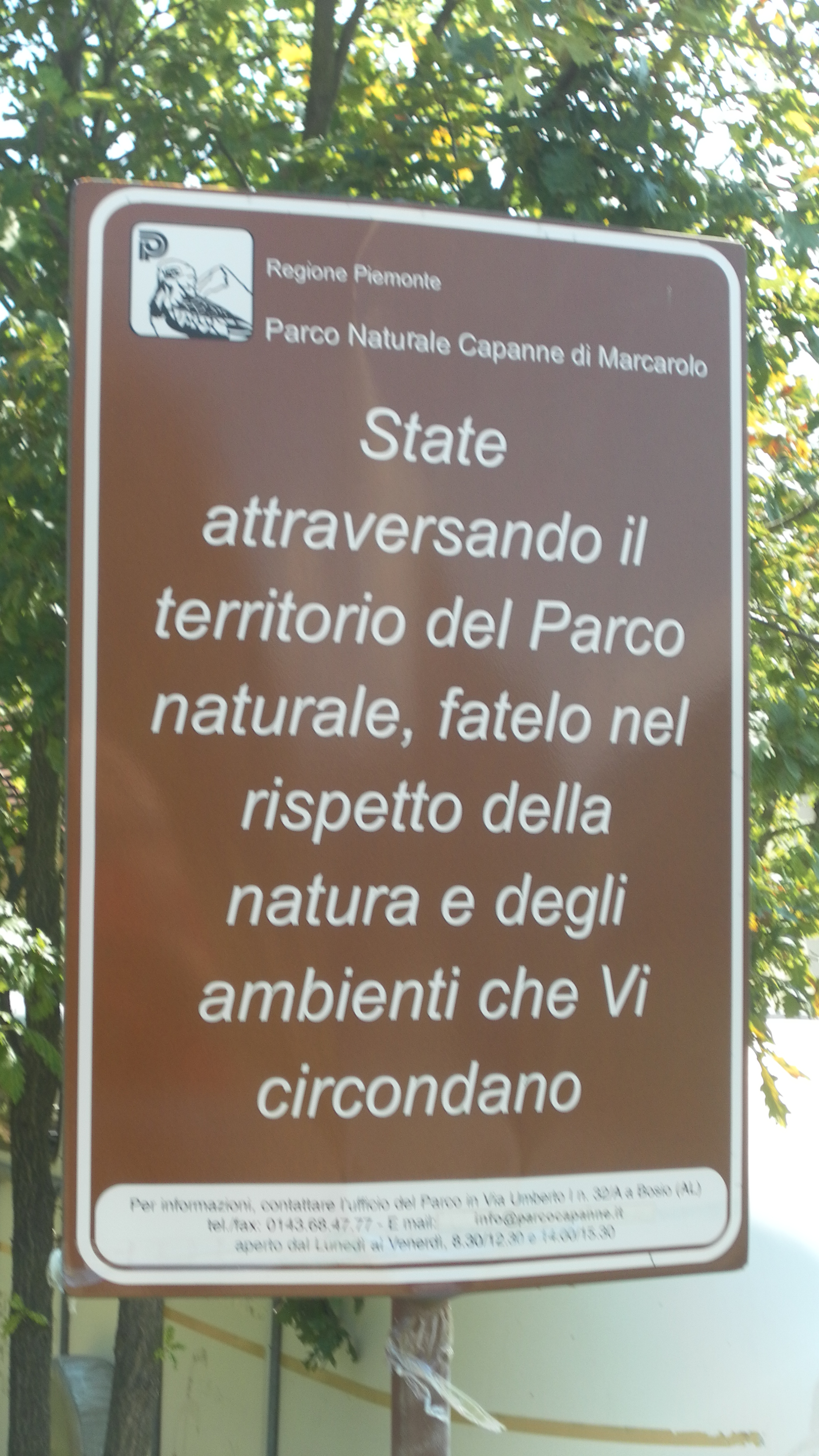
Cartello all'interno del parco.

### Comuni
Comprende parte dei seguenti comuni della provincia di Alessandria:
- Bosio,
- Casaleggio Boiro,
- Fraconalto,
- Lerma,
- Mornese,
- Tagliolo Monferrato,
- Voltaggio.

### Monti
Tra le principali montagne del parco si possono ricordare il monte Pracaban (946 m), la costa Lavezzara (1081 m), il monte Poggio (1081 m), il monte delle Figne (1172 m, il più alto dell'area protetta), i monti Taccone (1113 m) e Leco (1072 m), collocati nei pressi dei confini meridionali del parco, e il monte Tobbio (1092 m), che si trova invece pressappoco al suo centro.

### Idrografia
Estremamente ricco dal punto di vista idrografico, dispone di bacini artificiali (laghi della Lavagnina, laghi del Gorzente), utilizzati per la produzione di energia idroelettrica nonché per usi potabili per l'Acquedotto De Ferrari Galliera del comune di Genova. Il territorio è attraversato da alcuni corsi d'acqua tra i quali il Lemme, dal passo della Bocchetta verso il Monferrato, il Gorzente tra i laghi del Gorzente e i laghi della Lavagnina, il Piota da Capanne, anch'egli, verso il Monferrato. Numerosissimi sono i rii minori come il rio Acque Striate, affluente del Lemme, il rio del Mulino ed il rio di Campo di Staggi affluenti del Gorzente.

## Geologia
Dal punto di vista geologico, il parco fa parte dell'area nota come Gruppo di Voltri ed è caratterizzato dalla prevalenza di ofioliti, composizione rocciosa costituita da serpentiniti e serpentinoscisti.
Nella zona del Monte Ovile e Ferriere sono state attive miniere d'oro. Esistono ancora evidenti gallerie con vene di quarzo aurifero.

## Flora
Prevalentemente ricoperto da boschi di latifoglie che stanno spontaneamente ricolonizzando alcuni versanti, il parco è stato oggetto anche di estesi rimboschimenti a conifere.
La vicinanza al mare delle montagne, costituisce una linea di demarcazione tra il tipico clima continentale e il clima mediterraneo, dando luogo a condizioni climatiche particolari che permettono la coesistenza di specie tipiche della flora alpina e specie caratteristiche dell'ambiente mediterraneo, in una zona dall'estensione relativamente limitata.
Parecchie le specie endemiche di notevole interesse. Da segnalare alcune rare piante di agrifoglio dalle bacche gialle e un esemplare di quercia anomala sempre verde; nei boschi più ombrosi del parco, in primavera, è facile imbattersi in piante di fior di stecco (Daphne mezereum):

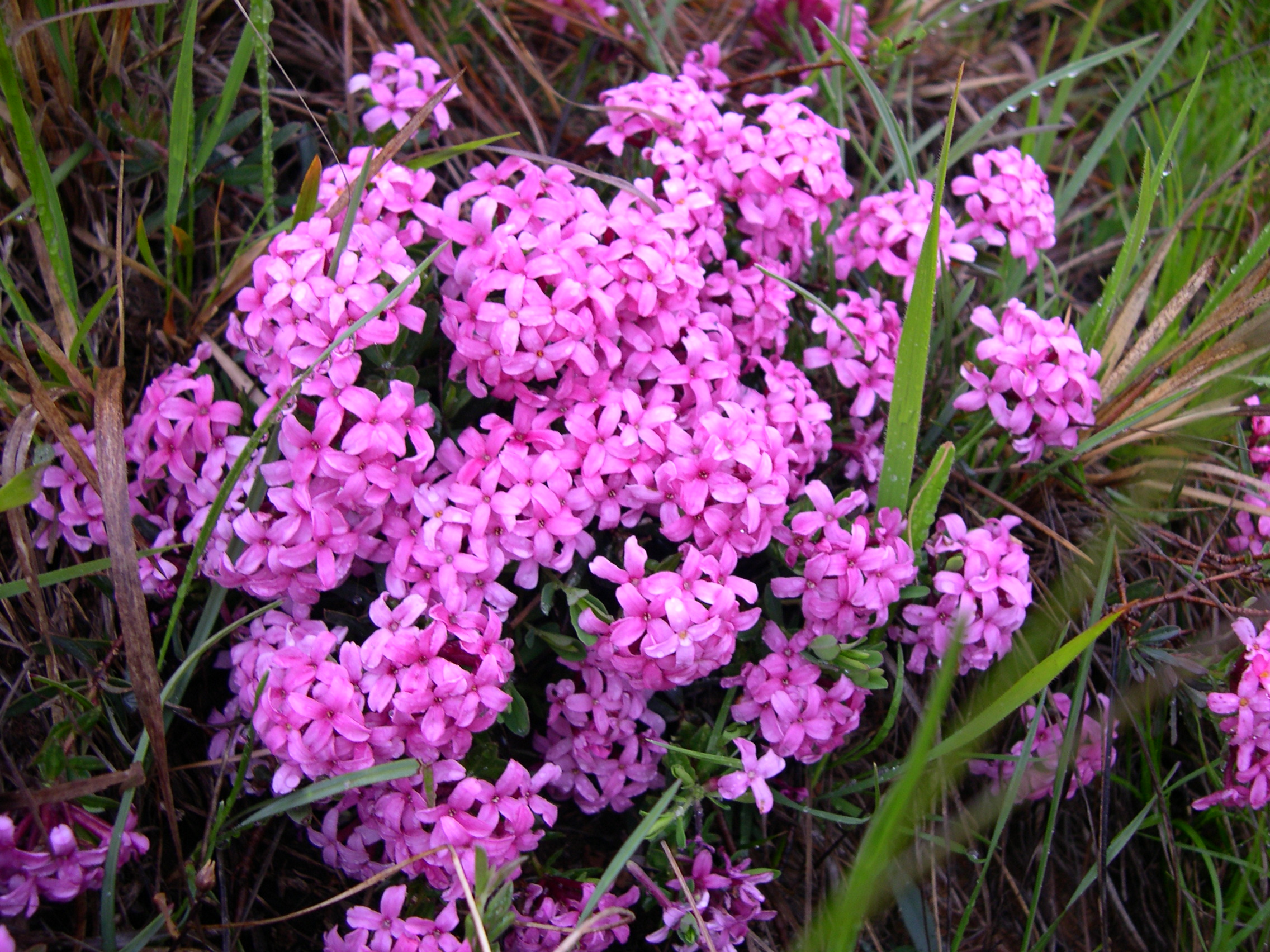
Daphne cneorum
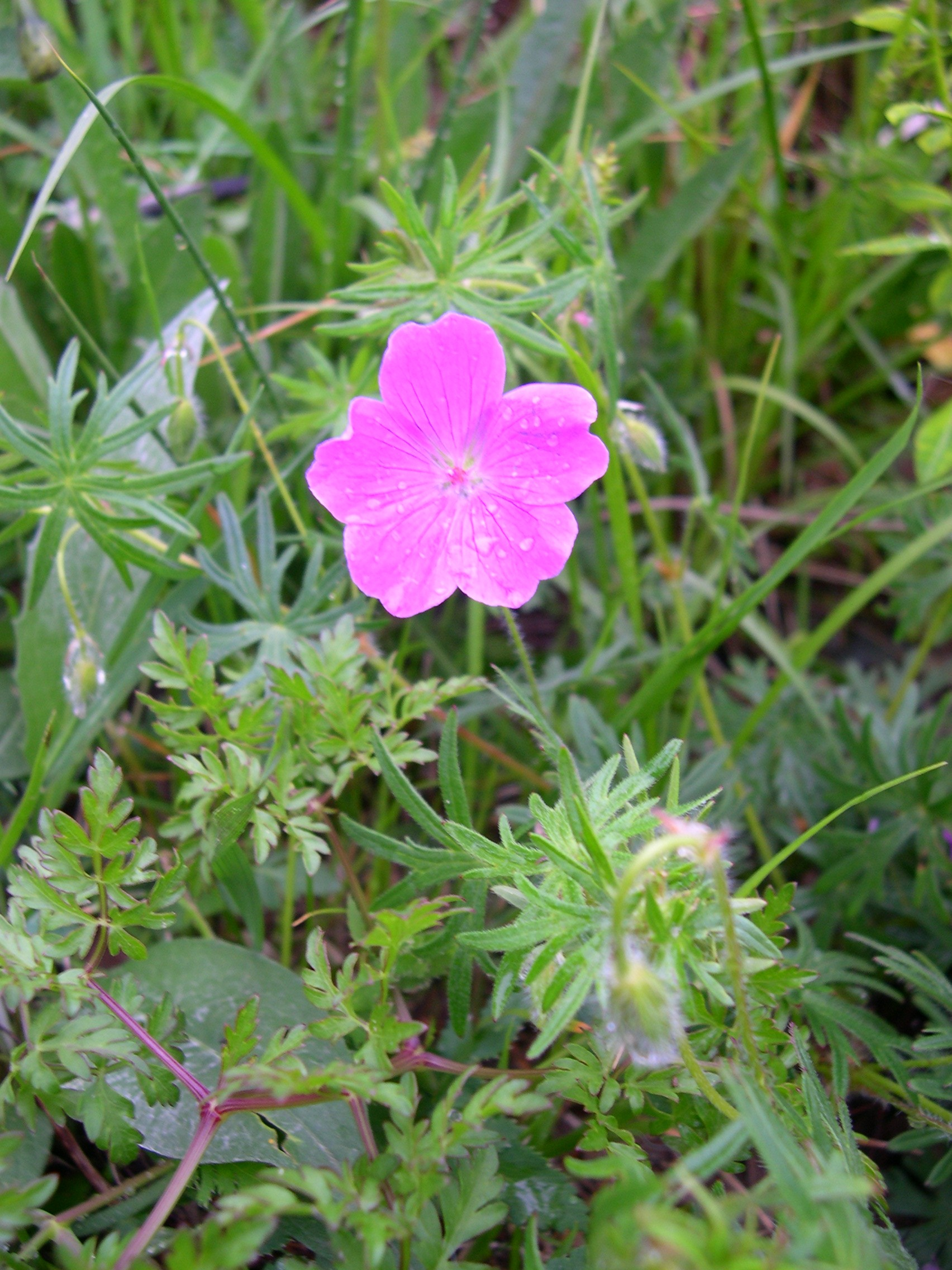
Geranium sanguineum
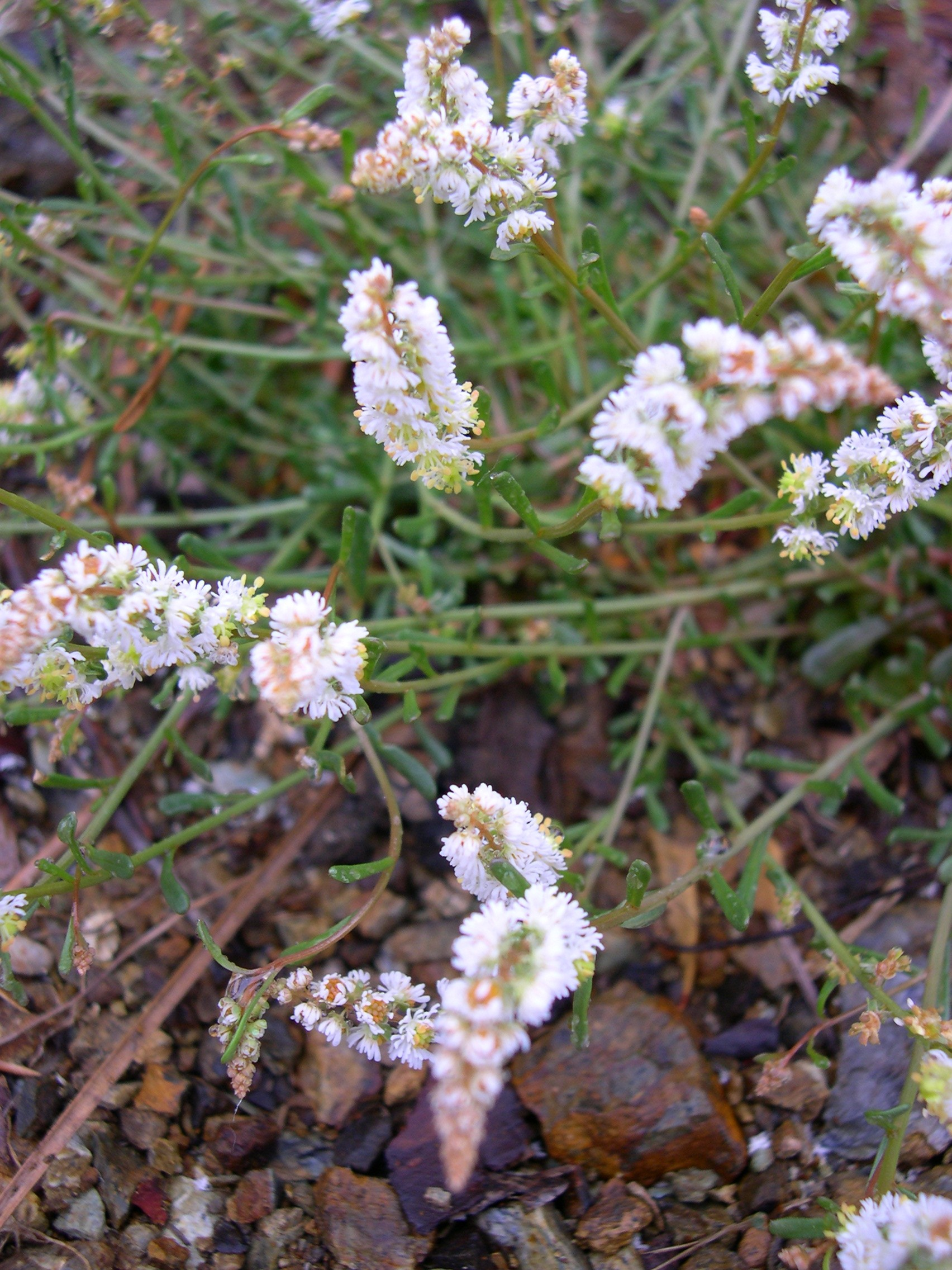
Sesamoides pygmaea
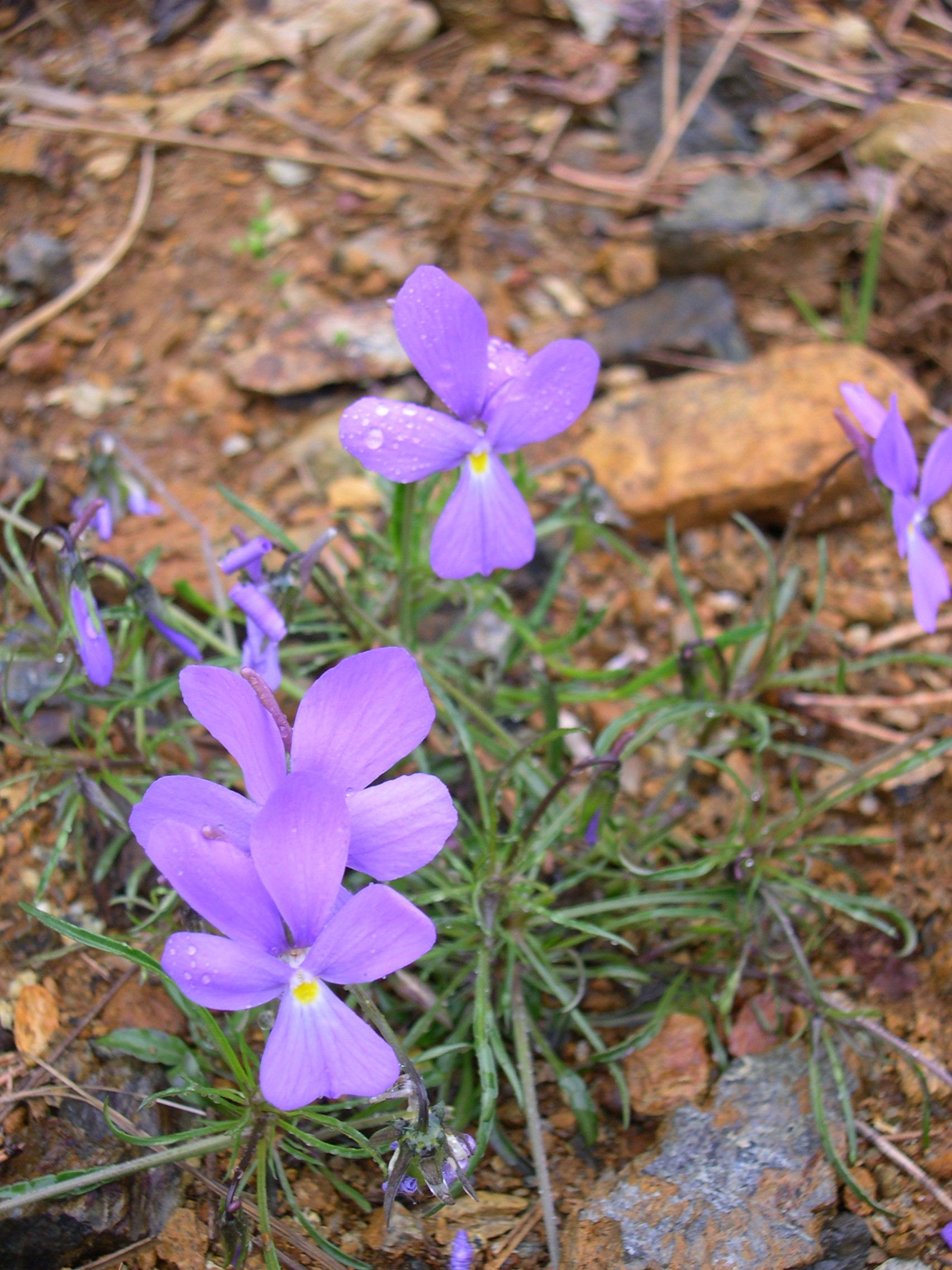
Viola bertolonii
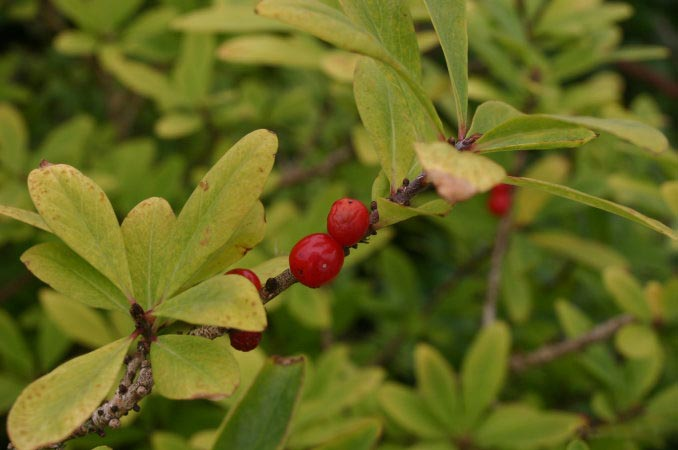
Daphne mezereum

## Fauna
Dal punto vista faunistico notevole è la presenza di rettili e anfibi; sono presenti infatti ben otto specie di serpenti e, nelle vecchie miniere, il geotritone di Strinati che vive in assenza di luce.
Nei ruscelli del parco vivono specie ittiche quali la trota fario. Vi si trova inoltre il gambero d'acqua dolce (Val Lemme), crostaceo ormai molto raro.
Nei boschi del parco trovano un habitat favorevole cinghiali, volpi, tassi, ghiri, pipistrelli, caprioli, daini, ricci, faine, lepri. Situato su una frequentata rotta migratoria, vi nidificano numerose specie di uccelli.
Tra i rapaci, merita una menzione particolare il biancone, che è a rischio di estinzione, e assunto a simbolo della area protetta del parco. Numerose sono le coppie di poiane che nidificano nel parco.